# Exilisia insularis
Exilisia insularis är en fjärilsart som beskrevs av De Toulgoët 1972. Exilisia insularis ingår i släktet Exilisia och familjen björnspinnare. Inga underarter finns listade i Catalogue of Life.